# William Burrell
Sir William Burrell (* 9. Juli 1861 in Glasgow; † 29. März 1958 in Hutton Castle) war ein Reeder aus Glasgow.
Er war ein sehr erfolgreicher Unternehmer und passionierter Kunstsammler. Am 22. Juni 1927 war er als Knight Bachelor geadelt worden. Im Jahr 1944 stiftete er seine Sammlung und £ 250.000 der Stadt Glasgow, unter der Bedingung, dass die Sammlung außerhalb der Innenstadt ausgestellt wird. Seit 1983 kann die Burrell Collection im Pollock Country Park in Glasgow besichtigt werden.